# Weißenhäuser Strand

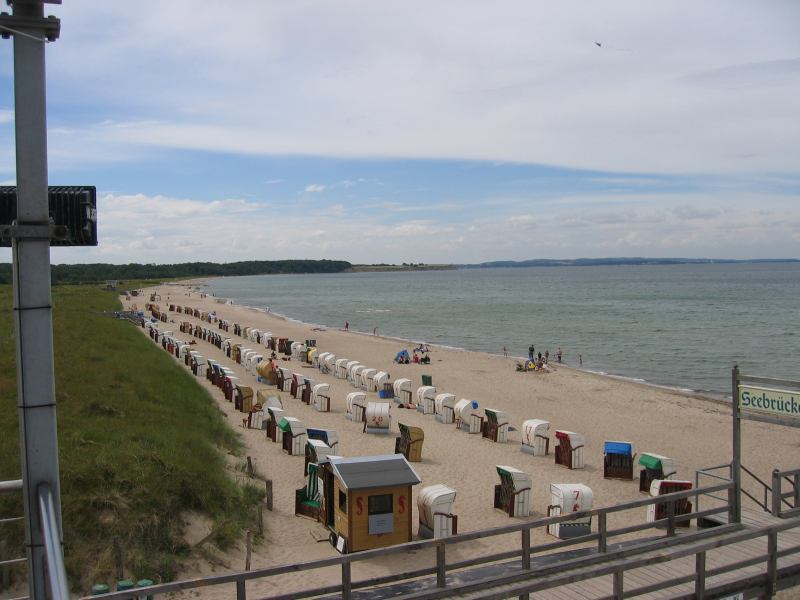
Weißenhäuser Strand Blick in Richtung Westen

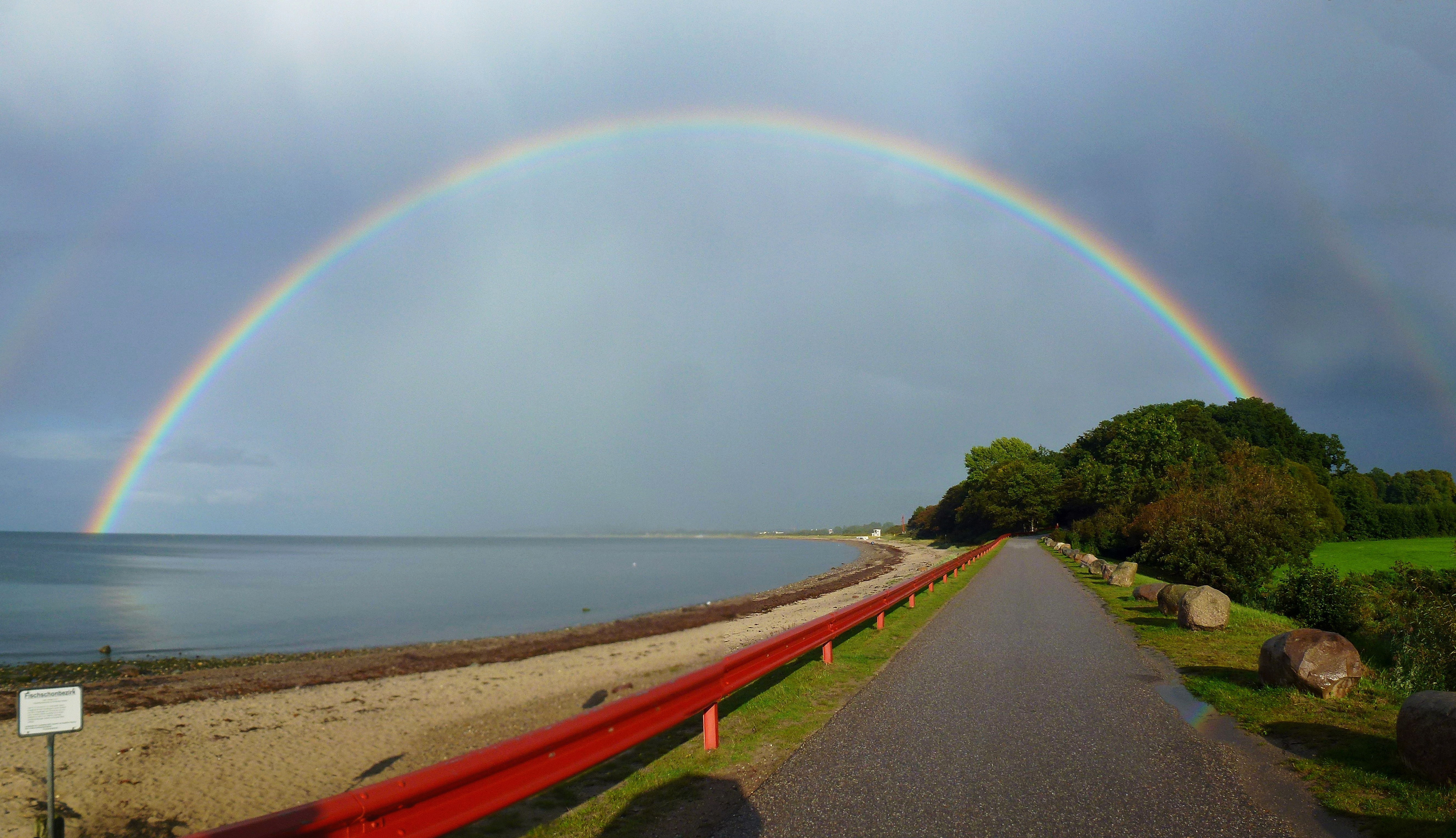
Weißenhäuser Strand Blick in Richtung Osten

Weißenhäuser Strand ist ein Ortsteil der Gemeinde Wangels in Schleswig-Holstein.

## Lage
Das nach dem Gut Weißenhaus benannte Seebad an der Ostsee liegt etwa fünf Kilometer von Oldenburg in Holstein entfernt an der Hohwachter Bucht und der Nordküste der Halbinsel Wagrien.
Weißenhäuser Strand ist an den Ostseeküsten-Radweg angeschlossen, der als europäischer EuroVelo-Radweg um die Ostsee führt.

## Kommunalverwaltung
Der Ort wird als Ortsteil von Wangels vom Amt Oldenburg-Land kommunal verwaltet.

## Ferien- und Freizeitpark Weissenhäuser Strand
Der Ferien- und Freizeitpark Weissenhäuser Strand wurde von 1971 bis 1973 errichtet und bietet insgesamt fast 1.200 Vermieteinheiten als Ferienwohnungen in bis zu dreigeschossigen Häusern, Ferienhäuser und ein Vier-Sterne-Strandhotel an. Dazu wurde am 18. März 1988 eine überdachte Galerie mit diversen Restaurants eröffnet. Der Ferienpark bietet zudem Einkaufsmöglichkeiten, das Abenteuer Dschungelland, einen Indoor-Spielplatz, das Subtropische Badeparadies, ein Spaßbad und das WaWaCo – Wakeboard und Wasserski & Co. Des Weiteren gibt es Spielplätze, eine Adventure-Minigolf- und eine Bogenschießanlage. Im Frühjahr 2019 wurde das Subtropische Badeparadies um 3.000 m² neue Fläche sowie ein Wellenbad erweitert. Im Juni 2019 wurde im Abenteuer Dschungelland die Attraktion Das unvergessene Tor eröffnet. Besucher können auf das Original-Tor aus dem Finale der Fußball-WM 2014 schießen und versuchen, Mario Götzes Siegestor nachzuahmen (es wurde im Mai 2020 in der Sportschau zum „Tor des Jahrzehnts“ gewählt). Auf einer Bühne auf dem zentralen Dorfplatz finden regelmäßig Animationsprogramme statt. Eine weitere Attraktion ist die Fußballgolfanlage, die im Mai 2018 eröffnet wurde. Alle Einrichtungen sind auch für Besucher aus dem Umland geöffnet.
In den Jahren 2013 und 2014 fanden weitere Gebietszukäufe statt. Insgesamt umfasst das Gelände mittlerweile 100 Hektar. Der von der DLRG überwachte Strand ist drei Kilometer lang und in mehrere Abschnitte unterteilt, von denen zwei als Hundestrand und etwa 400 Meter als FKK-Strand ausgewiesen sind. Vom zentralen Strandbereich führt eine Seebrücke einige Meter in die Ostsee. Der westliche Strandbereich, direkt vor der Steilküste, wird bei entsprechenden Windverhältnissen von Surfern genutzt. Östlich schließt sich der Truppenübungsplatz Putlos an. Eine Nachbargemeinde in westlicher Richtung ist der Ort Hohwacht
Im Ferien- und Freizeitpark finden regelmäßig Musikfestivals statt, so z. B. der Rolling Stone Beach, der Baltic Soul Weekender, Nachtiville, Metal Hammer Paradise, Plage Noire oder die Schlagerwelle. Ed Sheeran gab hier im Jahr 2011 sein erstes Konzert in Deutschland.
Ehemalige Festivals sind L-Beach und Jazzville.